# Chumbawamba
Chumbawamba er et engelsk band, der siden 1982 har indspillet plader i et væld af forskellige stilarter, bl.a. punk, a capella, pop, verdensmusik og akustisk folkemusik. Gruppen er kendt for deres stærkt politiske tekster, der omhandler alt fra homofobi, institutionel racisme, arbejderklasserettigheder og musikindustrien. 
Gruppens har skiftet medlemmer relativt flittigt igennem dens levetid. Dog har  Boff Whalley og Lou Watts været i bandet i stort set hele dets levetid, og Jude Abbott, Alice Nutter, Danbert Nobacon og Dunstan Bruce har også været langvarige medlemmer. Gruppens nuværende medlemmer er Boff Whalley, Lou Watts, Jude Abbott, Neil Ferguson og Phil Moody.
Gruppens navn har været omgivet af en vis mystik, ikke mindst fordi gruppen har givet mange forskellige forklaringer på, hvorfor de kom til at hedde "Chumbawamba", blandt andet at en omrejsende Afrikansk gruppe i Paris have sunget "Chum, chum-ba, wailah" mens et par af gruppens medlemmer passerede, eller at en af Ewok'erne i Star Wars Episode VI: Jediridderen vender tilbage siger noget der minder om "Chumbawamba".

## Historie
Gruppen dannedes i 1982 i Burnley, Nordengland, og spillede i starten "anarcho-punk", inspireret af bl.a. The Fall og det stærkt anarkistiske Crass. 
Efter at have udgivet adskillige bånd og enkeltsange, udgav de deres første egentlige LP i 1986, "Pictures of starving children sell records". Pladen var en direkte kritik af Live Aid og Bob Geldoff, som bandet mente fjernede opmærksomheden fra det egentlige problem, sult i verden, og de mekanismer der skabte denne sult, samt at det var stenrige musikere der bad os sende penge til de sultende afrikanere.
Bandets anden LP, "Never mind the ballots... Here's the rest of your lives"  fra 1987, var en kritik af det politiske system i England, og blev udgivet op til valget sammen år, selvom albummet efter bandets eget udsagn var "halvfærdigt".
Bandets musik havde indtil nu været mere eller mindre hårdtslående post-punk, dog med ukonventionelle indslag som trompeter, samplinger og humoristiske indslag. Bandets næste plade, "English Rebel Songs 1381-1914", brød dog helt med den nuværende stil, og bestod udelukkende af a capella-sange fra den i titlen nævnte periode. Som guitarist og sanger (alle i Chumbawamba er for så vidt sangere), Boff Whalley har udtalt, "vi skifte stil, musikalsk set, udelukkende for at skuffe folks forventninger til os. Vi spillede ved en heavy-metal festival i Tyskland, med 15.000 langhårede tilskuere, der råbte på Möterhead. Vi startede med et a capella-nummer."
I slutningen af halvfemserne, var bandet begyndt at blive inspireret af rave-kulturen og musikken i England, hvilket kunne høres på de mere poppede og samplede "Slap" (1990) og "Shhh" (1992). Hvor disse to plader var ujævne, var det næste album, "Anarchy" (1994) dog mere helstøbt, og især sange som anti-facistiske "Enough is enough" og anti-homophobiske "Homophobia" havde Chumbawambas kendetegnende stærke politiske budskaber. Coveret , der viste et babyhovedet på vej ud af moderens vagina under en fødsel, vagte dog en del furore, og enkelte pladeforhandlere nægtede at sælge pladen med dette cover. Pladen blev dog Chumbawambas største commercielle hit til dato, da den strøg ind i top 30 på den engelske hitliste. 
Gruppens næste album, "Swinging with Raymond" (1996), solgte dog dårligt, og gruppen skiftede pladeselskab til EMI. Dette skifte var stærkt kontroversielt blandt gruppens fans, ikke mindst fordi bandet tidligere havde skoset pladeselskabet, blandt andet på deres første LP. Bandet forsvarede sig dog med, at de grunde til at de havde kritiseret EMI, nemlig firmaets atomkraft- og våben-forbindelser, var ophørt, og at de i øvrigt godt kunne forstå at fansene kaldte dem for dobbeltmoralske. Til gengæld blev deres første plade med EMI, "Tubthumper", og især singlen "Tubthumping", et kæmpe hit. Musikalsk var pladen inspireret af rave- og techno-scenen i England. Singlen toppede på en andenplads i England og en sjetteplads i USA. Indtjeningen fra pladen gjorde dog, at guitarist Boff Whalley pludseligt havde råd til et årskort til Burley FC! Bandet havde før udgivelsen af "Tubthumping" fattedes penge, og havde været nødt til at tage almindelige jobs.
Opfølgeren til Tubthumping, WYSIWYG ("What You See Is What You Get"), gruppens sidste for EMI, blev til gengæld ikke nogen særlig stor commerciel succes, selvom bandet generelt synes det var en bedre plade end Tubthumping. Pladens største hit var "Pass it along", hvis tekst indeholdt en skarp kritik af Microsoft, samt af den stigende tendens i især USA til indhegne og patruljere hele boligkvarterer.
I 2000-tallet gik bandets musikalske udtryk mere i retning af verdensmusik. 2002 udgav bandet pladen "Readymades", der blandt andet indeholdt et væld af samplinger fra engelsk folkemusik, og i 2004 udkom "Un". Sange som "All in vain" fra "Readymades", der handlede om institutionel racisme i Britisk TV og medier, og "On e-bay", om tyverierne om den forsøgte vestliggørelse af Irak, fra "Un", var tydelige udtryk for, at Chumbabwamba ikke havde tænkt sig at stoppe med at blande musik og politik.
Efter udgivelsen af "Un", skiftede bandet igen musikstil. Chumbabwamba har siden udgivet tre plader, "A Singsong and a Scrap" fra 2005, "The Boy Bands Have Won" og "ABCDEFG", hvor numrene enten har været a capella eller akustiske, og hvor harmonika har været en væsentligt del af lydbilledet. På "The boybands have won" var især "Add me" et eksempel på gruppens humoristiske sans, da den omhandlede de mere eller mindre kuriøse personligheder der lever på internettet og især på Facebook.

## Filosofi
Chumbawamba har i hele bandets levetid være stærkt politiserende. De er selv-udnævnte anarkister, og boede i mange år sammen i et kollektiv, South View House i Leeds, hvor alt var fælleseje og alle opgaver var delte. Huset blev i øvrigt gennemsøgt af politiet flere gange, og husets beboere klædt af til skindet af politiet ni gange. De fleste af bandets medlemmer var flyttet ud af huset i starten af halvfemserne. Boff Whalley har kaldt Chumbawambas filosofi for "lige dele anarkisme, provins-punk, forkærlighed for popkultur, og humoristisk sans".

## Diskografi
- Pictures of Starving Children Sell Records (1986)
- Never Mind the Ballots (1987)
- English Rebel Songs 1381-1914 (1988)
- Slap! (1990)
- Shhh (1992)
- Anarchy (1994)
- Swingin' with Raymond (1995)
- Tubthumper (1997)
- WYSIWYG (2000)
- Readymades (2002)
- Revengers Tragedy Soundtrack (2003)
- English Rebel Songs 1381-1984 (2003)
- Un (2004)
- A Singsong and a Scrap (2005)
- The Boy Bands Have Won (2008)
- ABCDEFG (2010)